# Xã Lebanon, Quận Meigs, Ohio
Xã Lebanon (tiếng Anh: Lebanon Township) là một xã thuộc quận Meigs, tiểu bang Ohio, Hoa Kỳ. Năm 2010, dân số của xã này là 967 người.